# A26 (Italië)
De A26 of Autostrada dei Trafori is een Italiaanse autosnelweg die begint bij het plaatsje Gravellona Toce vlak bij het Lago Maggiore. Vervolgens loopt de weg zuidwaarts door de Povlakte om daarna de regio Piëmont te doorkruisen. De weg eindigt met een knooppunt met de A10 bij Genua. Vanaf het knooppunt ter hoogte van Vercelli loopt de E25 mee tot Genua.

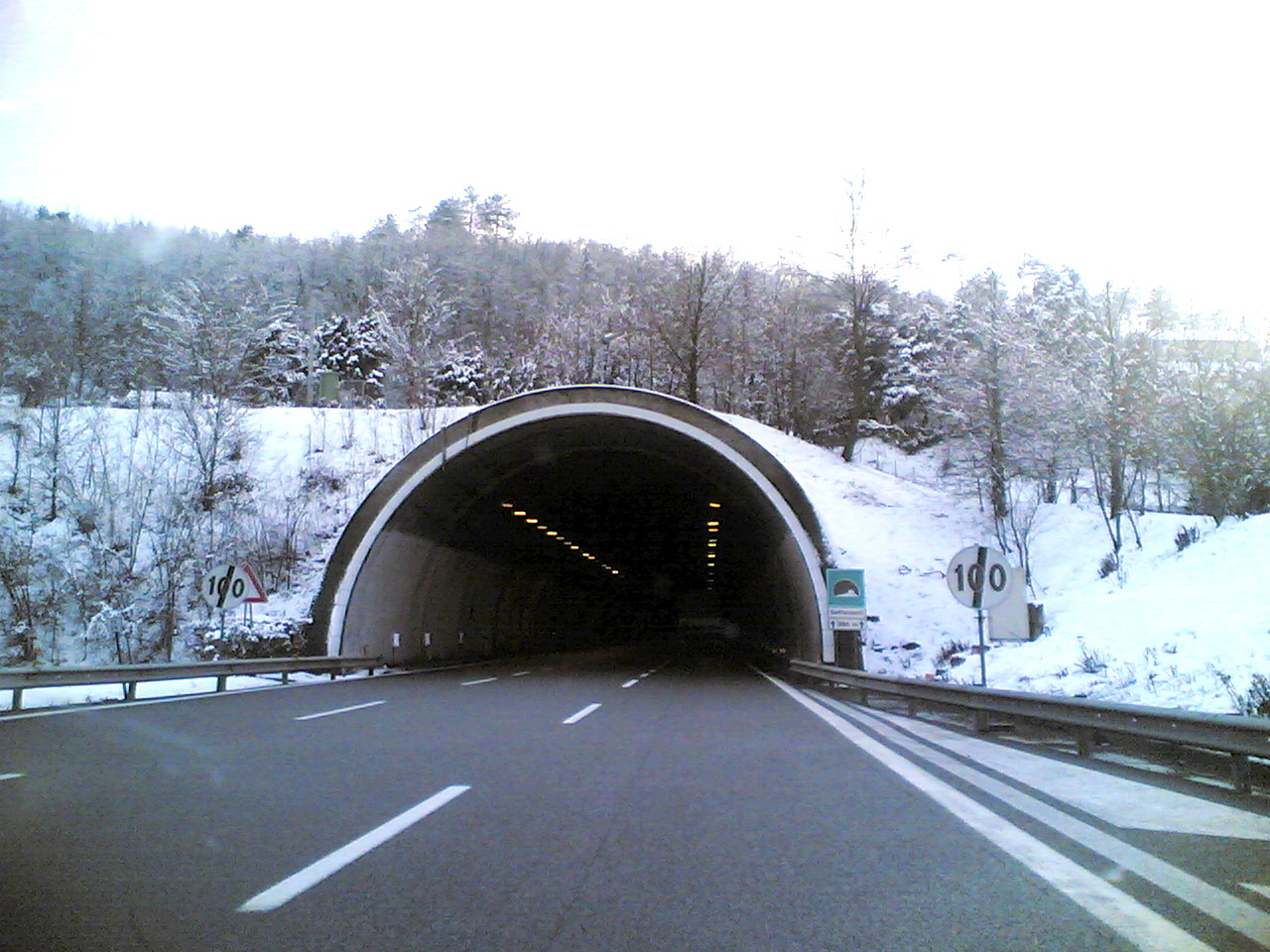
Tunnel nabij de stad Alessandria kijkend in de richting Genua